# Chloeres citrolimbaria
Chloeres citrolimbaria är en fjärilsart som beskrevs av Achille Guenée 1857. Chloeres citrolimbaria ingår i släktet Chloeres och familjen mätare. Inga underarter finns listade i Catalogue of Life.